# Gedong (Kemiri)
Gedong is een bestuurslaag in het regentschap Purworejo van de provincie Midden-Java, Indonesië. Gedong telt 680 inwoners (volkstelling 2010).